# Сарафінешть
Сарафінешть, Сарафінешті (рум. Sarafinești) — село у повіті Ботошані в Румунії. Входить до складу комуни Корнь.
Село розташоване на відстані 355 км на північ від Бухареста, 15 км на південь від Ботошань, 89 км на північний захід від Ясс.

## Населення
За даними перепису населення 2002 року у селі проживали 1548 осіб, усі — румуни. Усі жителі села рідною мовою назвали румунську.